# Ljubomir Fejsa
Ljubomir Fejsa (Servisch: Љубомир Фејса) (Kula, 14 augustus 1988) is een Servisch voetballer die doorgaans als defensieve middenvelder speelt. Hij verruilde Olympiakos Piraeus in augustus 2013 voor Benfica. Fejsa debuteerde in 2007 in het Servisch voetbalelftal.

## Clubcarrière
Fejsa debuteerde in 2006 in het profvoetbal in het shirt van Hajduk Kula, de club uit zijn geboortestad. Op 1 juli 2008 maakte Partizan bekend dat Fejsa een vijfjarig contract bij hen had getekend. Hij bleef drie seizoenen bij Partizan, waarvoor hij in totaal 49 competitiewedstrijden speelde. Hij won er drie landskampioenschappen en twee keer de nationale beker. Ook speelde hij er zijn eerste wedstrijden in zowel de UEFA Champions League als de Europa League.
Fejsa tekende op 21 juni 2011 een driejarig contract bij Olympiakos Piraeus. In twee seizoenen kwam hij er tot twintig competitiewedstrijden. Hij tekende op 23 augustus 2013 een vijfjarig contract bij Benfica, dat hem een transferclausule van 35 miljoen euro gaf.

## Interlandcarrière
Fejsa werd onder Javier Clemente voor het eerst opgeroepen voor Servië. Hij debuteerde op 24 november 2007, in een EK-kwalificatiewedstrijd tegen Kazachstan. Hij viel die dag in de 80e minuut in voor Nikola Žigić. Hij werd daarna niet meer opgeroepen tot hij in april 2010 mee mocht doen in een oefeninterland in en tegen Japan (0–3). Bondscoach Radovan Ćurčić gaf hem toen zijn eerste basisplaats in het nationale elftal. Daarna moest hij weer wachten tot september 2011 voor zijn volgende interland(s).

## Erelijst
| Competitie                    | Aantal      | Jaren                                       |             |             |
| FK Partizan                   | FK Partizan | FK Partizan                                 | FK Partizan | FK Partizan |
| ----------------------------- | ----------- | ------------------------------------------- | ----------- | ----------- |
| Kampioen Superliga            | 3x          | 2008/09, 2009/10, 2010/11                   |             |             |
| Beker van Servië              | 2x          | 2008/09, 2010/11                            |             |             |
| Olympiakos Piraeus            |             |                                             |             |             |
| Kampioen Super League         | 2x          | 2011/12, 2012/13                            |             |             |
| Beker van Griekenland         | 2x          | 2011/12, 2012/13                            |             |             |
| Benfica                       |             |                                             |             |             |
| Kampioen Primeira Liga        | 5x          | 2013/14, 2014/15, 2015/16, 2016/17, 2018/19 |             |             |
| Beker van Portugal            | 2x          | 2013/14, 2016/17                            |             |             |
| Taça da Liga                  | 3x          | 2013/14, 2014/15, 2015/16                   |             |             |
| Supertaça Cândido de Oliveira | 2x          | 2016, 2017                                  |             |             |

1 Trubin ·
3 Carreras ·
4 Silva ·
6 Bah ·
7 Amdouni ·
8 Aursnes ·
9 Cabral ·
10 Kökçü ·
11 Di María ·
14 Pavlidis ·
16 Neto ·
17 Aktürkoğlu ·
18 Barreiro ·
20 Mário ·
21 Schjelderup ·
23 Meïté ·
24 Soares ·
25 Prestianni ·
28 Kaboré ·
30 Otamendi ·
32 Benjamín Rollheiser ·
36 Leonardo ·
37 Beste ·
44 Araújo ·
47 Gouveia ·
61 Luís ·
81 Bajrami ·
84 Rêgo ·
85 Sanches ·
Coach: Lage
1 Stojković ·
2 Jovanović ·
3 Kolarov ·
4 Kačar ·
5 Rajković ·
6 Pavlović ·
7 Smiljanić ·
8 Gulan ·
9 Rakić ·
10 D. Tošić ·
11 Tadić ·
12 Fejsa ·
13 Mrdaković ·
14 Živković ·
15 Tomović ·
16 Z. Tošić ·
17 Stamenković ·
18 Kaluđerović ·
Coach: Đukić